# Tumpok 40
Tumpok 40 is een bestuurslaag in het regentschap Pidie van de provincie Atjeh, Indonesië. Tumpok 40 telt 517 inwoners (volkstelling 2010).